# سیاهرگ تهیگاهی چرخشی عمیق
سیاهرگ تهیگاهی چرخشی عمیق یا ورید ایلیاک سیرکومفلکس عمیق (Deep circumflex iliac vein) از یکی‌شدن سیاهرگ‌های همراه سرخرگ تهیگاهی چرخشی عمیق تشکیل می‌شود و حدود ۲ سانتی‌متر بالاتر از رباط کشاله ران (اینگوینال) به سیاهرگ تهیگاهی بیرونی (ورید ایلیاک خارجی) می‌پیوندد.
سیاهرگ تهیگاهی چرخشی عمیق همچنین شاخه‌های کوچکی از سیاهرگ سینه‌ای‌بالاشکمی (ورید توراکو-اپیگاستریک) دریافت می‌کند.